# سيرجيو جاروفي
سيرجيو جاروفي (بالإيطالية: Sergio Garufi)‏ (16 سبتمبر 1995 بجاري في إيطاليا - ) هو لاعب كرة قدم إيطالي في مركز جناح ‏. لعب مع نادي كاتانيا وSantarcangelo Calcio ‏.

## روابط خارجية
- سيرجيو جاروفي على موقع قاعدة بيانات كرة القدم.إي يو (الإنجليزية)
- سيرجيو جاروفي على موقع Soccerway.com (الإنجليزية)
- سيرجيو جاروفي على موقع AS.com (الإسبانية)